# Projet génographique
 (février 2019).

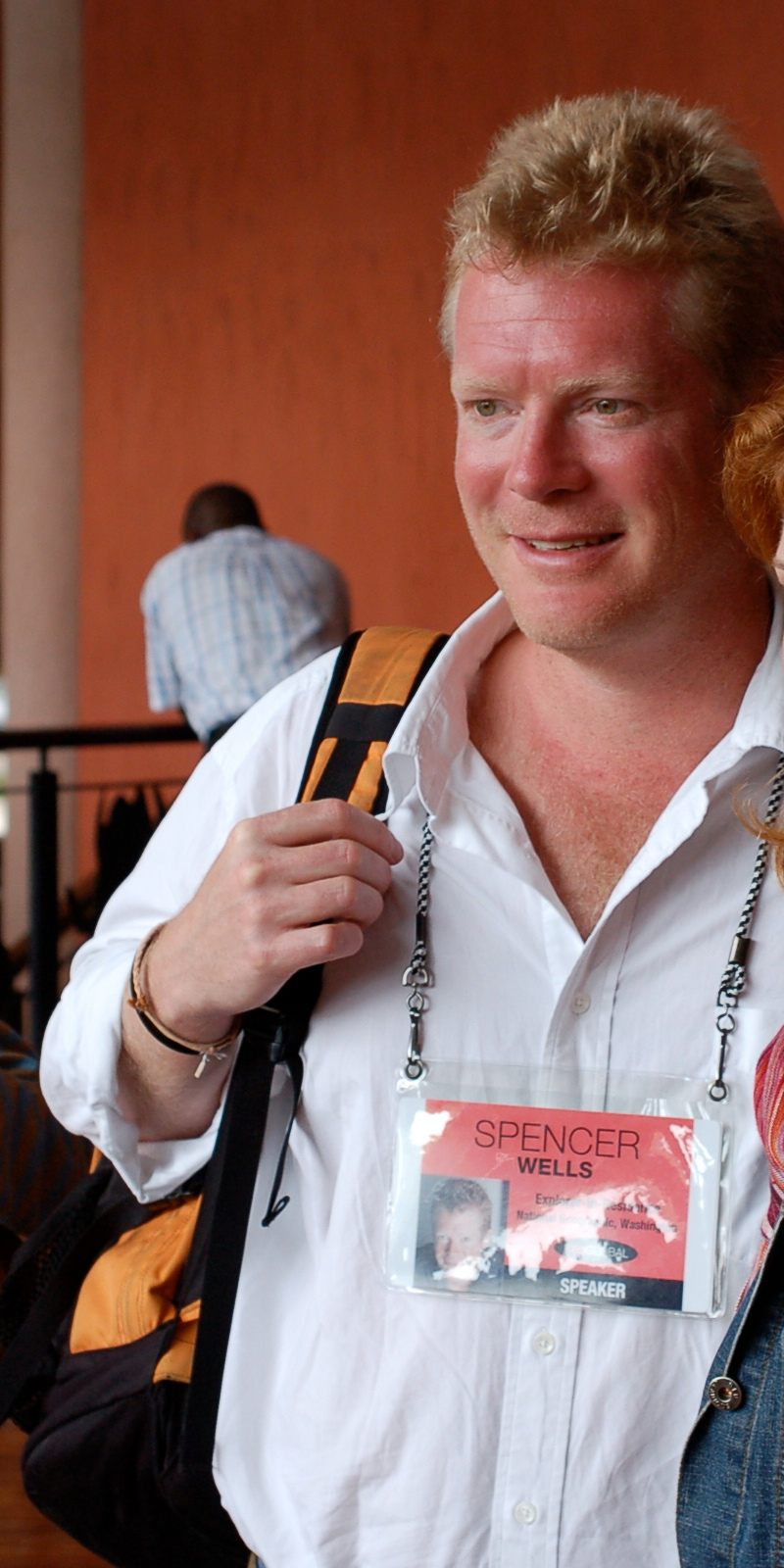
Spencer Wells, chef du projet

Le Projet génographique (en anglais The Genographic Project) était une vaste étude d'anthropologie génétique lancée en avril 2005, dans le but de cartographier les migrations humaines, en réalisant l'analyse de l'ADN d'échantillons prélevés sur plus de 100 000 personnes à travers les cinq continents. Il s'est terminé le 31 mai 2019.
Des chercheurs sur le terrain ont collecté des échantillons d'ADN de populations indigènes mais le projet permettait aussi au grand public d'y participer. Pour 100 dollars US (environ 75 euros) (2005), n'importe qui dans le monde pouvait commander un kit de prélèvement d'ADN. Il envoyait alors à la National Geographic l'échantillon récupéré en se grattant l'intérieur de la bouche. L'échantillon était ensuite analysé et l'information génétique enregistrée dans une base de données accessible par Internet. Le processus, complètement anonyme, ne testait pas les traits génétiques. Les marqueurs génétiques de l'ADN mitochondrial et du chromosome Y étaient utilisés pour retracer l'ascendance lointaine des personnes testées qui était communiquée en retour à chaque participant. En avril 2009, plus de 300 000 personnes y avaient déjà participé.
Ce projet de 40 millions de dollars US était financé par la National Geographic Society, IBM et la Waitt Family Foundation. Il possédait des relais dans les grands centres de recherches génétiques du monde entier, pour la France, c'est l'Institut Pasteur sous la direction de Lluis Quintana-Murci. Tous les bénéfices de la vente des kits de test étaient reversés à un Legacy Fund pour servir au développement de projets de préservation culturelle choisis par des communautés indigènes.
Les kits pour le grand public du Genographic Project étaient gérés par Family Tree DNA (FTDNA) utilisant les laboratoires de recherche de l'Université d'Arizona. Ils ne sont plus disponibles depuis l'arrêt de l'étude. Au total 999 235 personnes de 140 pays ont participé à ce projet.

## Les personnes chargées du projet génographique
- Spencer Wells, chef du projet et de l'équipe des scientifiques de la National Geographic
- Jaume Bertranpetit, principal chef de projet pour l'Europe de l'Ouest et l'Europe centrale
- Himla Soodyall, principal chef de projet pour l'Afrique sub-saharienne
- Ajay Royyuru, chef de la bio-informatique chez IBM

## Premiers résultats
- Les anciens Phéniciens, Canaanéens et bon nombre de Libanais d'aujourd'hui peuvent être regroupés dans une même population génétique.[réf. nécessaire]